# Nueva Revolución, Frontera Comalapa
Nueva Revolución är en ort i Mexiko.   Den ligger i kommunen Frontera Comalapa och delstaten Chiapas, i den sydöstra delen av landet, 800 km sydost om huvudstaden Mexico City. Nueva Revolución ligger 676 meter över havet och antalet invånare är 391.
Terrängen runt Nueva Revolución är platt åt sydväst, men åt nordost är den kuperad. Runt Nueva Revolución är det ganska tätbefolkat, med 90 invånare per kvadratkilometer. Närmaste större samhälle är Frontera Comalapa, 14,3 km söder om Nueva Revolución. Omgivningarna runt Nueva Revolución är en mosaik av jordbruksmark och naturlig växtlighet.